# Человек, нашедший своё лицо
«Человек, нашедший своё лицо» — фантастический роман Александра Беляева, опубликован в 1940 году. Роман является значительно переработанным вариантом прежнего романа Беляева «Человек, потерявший лицо», опубликованного в 1929 году.

## История
Роман-«предшественник» «Человек, потерявший лицо» был опубликован в 1929 году. Идею сюжета романа дал Александру Беляеву за два года до этого Евгений Георгиевич Торро, эндокринолог, испанец по происхождению, который часто бывал в доме писателя. Позже Беляев практически переписал заново вторую часть романа. Авантюрный сюжет был переделан в более социальный с намёком на идеологическую подоплёку. Настрой романа стал более оптимистичным. Роман «Человек, нашедший своё лицо» был впервые опубликован в 1940 году в Ленинградском отделе издательства «Советский писатель». В 1956 году он вошёл в двухтомное издание «Избранные научно-фантастические произведения» (том I) издательства «Молодая гвардия».

## Сюжет
Антонио Престо является одним из самых знаменитых и богатых комиков американского кинематографа. Однако он тяготится тем, что все видят в нём лишь смешного карлика-урода и не замечают его драматический талант. После того как Гедда Люкс, красивейшая актриса Голливуда, в которую Престо влюблён, отказывает ему из-за его уродства, он в тайне от всех решается лечиться у доктора Цорна, эндокринолога, который открыл широкие возможности гормональной терапии. Доктору удаётся вылечить Престо от его уродства и возвратить ему нормальную внешность и рост. Однако сразу после этого у Престо появляются большие проблемы. Слуга отказывается признавать в нём своего старого хозяина. Люкс, хотя после долгих объяснений и признаёт изменившегося Престо, но вновь отказывает ему — на этот раз из-за его неизвестности. При попытке проникнуть в свой собственный дом Престо арестовывают полицейские. Начинается длинный судебный процесс, усложнившийся происками владельца киностудии Питча. Тем временем Престо удаётся освободиться из тюрьмы. Он переселяется в тихое место Йеллоустонского парка, чтобы заняться написанием сценария нового фильма. Там он встречает молодую девушку Эллен, которая поражает его своей чистотой и искренностью. Наконец судебный процесс выигран и «новоявленный» Престо решает открыть собственную киностудию, чтобы наперекор банкам и крупным кинокомпаниям снять фильм о трудной жизни рядовых американцев. Престо приходится преодолевать многочисленные препоны, финансовые проблемы и откровенную клевету на него и Эллен. Наконец ему удаётся снять фильм с Эллен в главной роли. Престо и фильм переживают ошеломляющий успех. Однако этот триумф омрачён для него решением Эллен, удручённой клеветой против неё, навсегда уехать, отказавшись от предложенных ей Престо руки и сердца.

## Персонажи
- Антонио Престо — карлик-урод, знаменитый комик
- Мистер Питч — владелец киностудии «Питч и К°»
- Гофман — оператор, друг Престо
- Гедда Люкс — актриса, звезда американского экрана
- Себастьян — слуга Престо
- Цорн — доктор, учёный-эндокринолог
- Луиза Кальгаун — медсестра в клинике Цорна
- Пирс — адвокат
- Джон Барри — сторож в Йеллоустонском парке
- Эллен Кей — племянница Барри
- Миссис Ирвин — вдова, компаньонка Эллен